# Ложнослоник белоносый
Ложнослоник белоносый (лат. Tropideres albirostris) — вид жесткокрылых из семейства ложнослоников.

## Описание
Жук длиной от 4 до 6 мм. Верхняя часть тела в чёрных волосках. Головотрубка, общее поперечное пятно перед вершиной и значительная часть вершинной трети надкрылий в густых белых волосках; низ почти сплошь в белых волосках. Глаза, особенно у самцов, сближены, расстояние между ними меньше поперечника глаза.

## Экология
Кормовым растением личинки является бук лесной (Fagus sylvatica)